# Соотношения Бриджмена (термодинамика)
Соотношения Бриджмена представляют собой базовый набор уравнений для термодинамических производных. Носят имя американского физика Перси Уильямса Бриджмена.
Соотношения связывают термодинамические величины: температуру, Т, давление, Р,  объем, V, энтропию, S и четыре наиболее распространенных термодинамических потенциала, а именно:
| Внутренняя энергия                         | U |
| Энтальпия                                  | H |
| Свободная энергия (энергия Гельмгольца[1]) | F |
| Энергия Гиббса[1].                         | G |
Для простой системы, в которой число частиц постоянно, уравнения Бриджмена выражают все термодинамические производные (то есть первые и вторые производные термодинамических потенциалов), через {\displaystyle P,T,V,S}, а также через три термодинамические характеристики среды:
| Теплоемкость (при постоянном давлении) | {\displaystyle C_{P}}      |
| Коэффициент теплового расширения       | {\displaystyle \alpha }    |
| Изотермическая сжимаемость             | {\displaystyle \beta _{T}} |

## Выражение термодинамических производных через уравнения Бриджмена
Многие термодинамические уравнения выражаются через частные производные термодинамических величин. Из восьми связанных между собой величин: {\displaystyle T,P,V,S,U,H,F,G,} можно образовать 336 частных производных типа {\displaystyle {\Bigl (}{\frac {\partial y}{\partial x}}{\Bigr )}_{z}}. По предложению П. У. Бриджмена  все эти производные выражаются через параметры состояния  {\displaystyle T,P,V,S} и набор из всего лишь трёх производных, которые могут быть выражены через экспериментально определяемые величины, а именно, теплоёмкость при постоянном давлении {\displaystyle C_{P}}:
{\displaystyle C_{P}\equiv \left({\frac {\partial H}{\partial T}}\right)_{P}=T\left({\frac {\partial S}{\partial T}}\right)_{P},}
производная объёма по температуре при постоянном давлении, которую можно выразить через коэффициент теплового расширения{\displaystyle \alpha }:
{\displaystyle \left({\frac {\partial V}{\partial T}}\right)_{P}=\alpha V.}
и, наконец, производная объёма по давлению при постоянной температуре, которая может быть выражена через изотермическую сжимаемость {\displaystyle \beta _{t}}:
{\displaystyle \left({\frac {\partial V}{\partial P}}\right)_{T}=-\beta _{t}V.}
Для применения метода Бриджмена к выводу выражения, например, для теплоемкости при постоянном объёме:
{\displaystyle C_{V}=\left({\frac {\partial U}{\partial T}}\right)_{V},}
которая является частной производной внутренней энергии по температуре при постоянном объёме, искомая производная записывается в виде отношения двух величин:
{\displaystyle \left({\frac {\partial U}{\partial T}}\right)_{V}={\frac {(\partial U)_{V}}{(\partial T)_{V}}},}
выражения для которых берутся из приведённой ниже и выделенной цветом таблице: B15 для числителя:
{\displaystyle (\partial U)_{V}=C_{P}\left({\frac {\partial V}{\partial P}}\right)_{T}+T\left({\frac {\partial V}{\partial T}}\right)_{P}^{2}}
и B8 для знаменателя:
{\displaystyle (\partial T)_{V}=\left({\frac {\partial V}{\partial P}}\right)_{T}.}
Их отношение даёт искомое выражение для {\displaystyle C_{V}}.
{\displaystyle C_{V}=\left({\frac {\partial U}{\partial T}}\right)_{V}={\frac {(\partial U)_{V}}{(\partial T)_{V}}}={\frac {({\rm {B}}15)}{-({\rm {B}}8)}}=C_{P}+T{\frac {\left[\left({\frac {\partial V}{\partial T}}\right)_{P}\right]^{2}}{\left({\frac {\partial V}{\partial P}}\right)_{T}}}.}
Приложение полученного результата к 1 молю идеального газа даёт соотношение Майера: {\displaystyle C_{P}-C_{V}=R.}
Описанный метод выражения  частной производной через отношение двух по отдельности табулируемых выражений был предложен Бриджменом (на русском языке его описание имеется в книге Льюиса и Рендалла)

## Таблица уравнений Бриджмена
| {\displaystyle (\partial T)_{P}=-(\partial P)_{T}=1} | (B1) |

| {\displaystyle (\partial V)_{P}=-(\partial P)_{V}=\left({\frac {\partial V}{\partial T}}\right)_{P}} | (B2) |

| {\displaystyle (\partial S)_{P}=-(\partial P)_{S}={\frac {C_{p}}{T}}} | (B3) |

| {\displaystyle (\partial U)_{P}=-(\partial P)_{U}=C_{P}-P\left({\frac {\partial V}{\partial T}}\right)_{P}} | (B4) |

| {\displaystyle (\partial H)_{P}=-(\partial P)_{H}=C_{P}} | (B5) |

| {\displaystyle (\partial G)_{P}=-(\partial P)_{G}=-S} | (B6) |

| {\displaystyle (\partial F)_{P}=-(\partial P)_{F}=-S-P\left({\frac {\partial V}{\partial T}}\right)_{P}} | (B7) |

| {\displaystyle (\partial V)_{T}=-(\partial T)_{V}=-\left({\frac {\partial V}{\partial P}}\right)_{T}} | (B8) |

| {\displaystyle (\partial S)_{T}=-(\partial T)_{S}=\left({\frac {\partial V}{\partial T}}\right)_{P}} | (B9) |

| {\displaystyle (\partial U)_{T}=-(\partial T)_{U}=T\left({\frac {\partial V}{\partial T}}\right)_{P}+P\left({\frac {\partial V}{\partial P}}\right)_{T}} | (B10) |

| {\displaystyle (\partial H)_{T}=-(\partial T)_{H}=-V+T\left({\frac {\partial V}{\partial T}}\right)_{P}} | (B11) |

| {\displaystyle (\partial G)_{T}=-(\partial T)_{G}=-V} | (B12) |

| {\displaystyle (\partial F)_{T}=-(\partial T)_{F}=P\left({\frac {\partial V}{\partial P}}\right)_{T}} | (B13) |

| {\displaystyle (\partial S)_{V}=-(\partial V)_{S}={\frac {C_{P}}{T}}\left({\frac {\partial V}{\partial P}}\right)_{T}+\left({\frac {\partial V}{\partial T}}\right)_{P}^{2}} | (B14) |

| {\displaystyle (\partial U)_{V}=-(\partial V)_{U}=C_{P}\left({\frac {\partial V}{\partial P}}\right)_{T}+T\left({\frac {\partial V}{\partial T}}\right)_{P}^{2}} | (B15) |

| {\displaystyle (\partial H)_{V}=-(\partial V)_{H}=C_{P}\left({\frac {\partial V}{\partial P}}\right)_{T}+T\left({\frac {\partial V}{\partial T}}\right)_{P}^{2}-V\left({\frac {\partial V}{\partial T}}\right)_{P}} | (B16) |

| {\displaystyle (\partial G)_{V}=-(\partial V)_{G}=-V\left({\frac {\partial V}{\partial T}}\right)_{P}-S\left({\frac {\partial V}{\partial P}}\right)_{T}} | (B17) |

| {\displaystyle (\partial F)_{V}=-(\partial V)_{F}=-S\left({\frac {\partial V}{\partial P}}\right)_{T}} | (B18) |

| {\displaystyle (\partial U)_{S}=-(\partial S)_{U}={\frac {PC_{P}}{T}}\left({\frac {\partial V}{\partial P}}\right)_{T}+P\left({\frac {\partial V}{\partial T}}\right)_{P}^{2}} | (B19) |

| {\displaystyle (\partial H)_{S}=-(\partial S)_{H}=-{\frac {VC_{P}}{T}}} | (B20) |

| {\displaystyle (\partial G)_{S}=-(\partial S)_{G}=-{\frac {VC_{P}}{T}}+S\left({\frac {\partial V}{\partial T}}\right)_{P}} | (B21) |

| {\displaystyle (\partial F)_{S}=-(\partial S)_{F}={\frac {PC_{P}}{T}}\left({\frac {\partial V}{\partial P}}\right)_{T}+P\left({\frac {\partial V}{\partial T}}\right)_{P}^{2}+S\left({\frac {\partial V}{\partial T}}\right)_{P}} | (B22) |

| {\displaystyle (\partial H)_{U}=-(\partial U)_{H}=-VC_{P}+PV\left({\frac {\partial V}{\partial T}}\right)_{P}-PC_{P}\left({\frac {\partial V}{\partial P}}\right)_{T}-PT\left({\frac {\partial V}{\partial T}}\right)_{P}^{2}} | (B23) |

| {\displaystyle (\partial G)_{U}=-(\partial U)_{G}=-VC_{P}+PV\left({\frac {\partial V}{\partial T}}\right)_{P}+ST\left({\frac {\partial V}{\partial T}}\right)_{P}+SP\left({\frac {\partial V}{\partial P}}\right)_{T}} | (B24) |

| {\displaystyle (\partial F)_{U}=-(\partial U)_{F}=P(C_{P}+S)\left({\frac {\partial V}{\partial P}}\right)_{T}+PT\left({\frac {\partial V}{\partial T}}\right)_{P}^{2}+ST\left({\frac {\partial V}{\partial T}}\right)_{P}} | (B25) |

| {\displaystyle (\partial G)_{H}=-(\partial H)_{G}=-V(C_{P}+S)+TS\left({\frac {\partial V}{\partial T}}\right)_{P}} | (B26) |

| {\displaystyle (\partial F)_{H}=-(\partial H)_{F}=-\left[S+P\left({\frac {\partial V}{\partial T}}\right)_{P}\right]\left[V-T\left({\frac {\partial V}{\partial T}}\right)_{P}\right]+PC_{P}\left({\frac {\partial V}{\partial P}}\right)_{T}} | (B27) |

| {\displaystyle (\partial F)_{G}=-(\partial G)_{F}=-S\left[V+P\left({\frac {\partial V}{\partial P}}\right)_{T}\right]-PV\left({\frac {\partial V}{\partial T}}\right)_{P}} | (B28) |

## Применение якобианов для преобразования частных производных
Наиболее изящный и универсальный метод замены переменных в термодинамических формулах, предложенный Н. Шоу (метод якобианов, 1935), основан на использовании функциональных определителей Якоби. В следующем разделе метод якобианов применён к выводу соотношений Бриджмена.
Якобиан второго порядка {\displaystyle {\frac {D(u,v)}{D(x,y)}}} представляет собой символическую запись следующего определителя:
| {\displaystyle {\frac {D(u,v)}{D(x,y)}}\equiv {\begin{vmatrix}{\Bigl (}{\frac {\partial u}{\partial x}}{\Bigr )}_{y}&{\Bigl (}{\frac {\partial u}{\partial y}}{\Bigr )}_{x}\\{\Bigl (}{\frac {\partial v}{\partial x}}{\Bigr )}_{y}&{\Bigl (}{\frac {\partial v}{\partial y}}{\Bigr )}_{x}\end{vmatrix}}={\Bigl (}{\frac {\partial u}{\partial x}}{\Bigr )}_{y}{\Bigl (}{\frac {\partial v}{\partial y}}{\Bigr )}_{x}-{\Bigl (}{\frac {\partial v}{\partial x}}{\Bigr )}_{y}{\Bigl (}{\frac {\partial u}{\partial y}}{\Bigr )}_{x}.} | (J1) |

Применение якобианов для замены одних частных производных другими при переходе от исходных независимых переменных {\displaystyle x,y} к новым независимым переменным {\displaystyle u,v} основаны на следующих свойствах якобианов:
| \| {\displaystyle {\Bigl (}{\frac {\partial u}{\partial x}}{\Bigr )}_{y}={\frac {D(u,y)}{D(x,y)}};} \| | (любую частную производную можно выразить посредством якобиана) |
| {\displaystyle {\Bigl (}{\frac {\partial u}{\partial x}}{\Bigr )}_{y}={\frac {D(u,y)}{D(x,y)}};}       |                                                                 |

| {\displaystyle {\frac {D(u,v)}{D(x,y)}}=-{\frac {D(v,u)}{D(x,y)}};} |

| {\displaystyle {\frac {D(u,v)}{D(x,y)}}=1\left/{\frac {D(x,y)}{D(u,v)}}\right.;} |

| \| {\displaystyle {\frac {D(u,v)}{D(x,y)}}={\frac {D(u,v)}{D(w,z)}}{\frac {D(w,z)}{D(x,y)}}.} \| | (переход от независимых переменных {\displaystyle x,y} к независимым переменным {\displaystyle u,v} посредством использования промежуточных переменных {\displaystyle w,z}) |
| {\displaystyle {\frac {D(u,v)}{D(x,y)}}={\frac {D(u,v)}{D(w,z)}}{\frac {D(w,z)}{D(x,y)}}.}       | |

Формально якобиан ведёт себя как дробь, что позволяет, например, «сокращать» одинаковые величины в числителе и знаменателе. Обращение якобиана в ноль или в бесконечность означает, что входящие в него переменные не являются независимыми.

## Вывод соотношений Бриджмена
Выделенная цветом таблица (B1—B28) основана на перечисленных выше свойствах якобианов, а именно на возможности преобразовать любую термодинамическую производную к независимым переменным {\displaystyle T,P} (температура и давление):
{\displaystyle \left({\frac {\partial x}{\partial y}}\right)_{z}={\frac {D(x,z)}{D(y,z)}}={\frac {D(x,z)}{D(T,P)}}{\frac {D(T,P)}{D(y,z)}}={\frac {D(x,z)}{D(T,P)}}/{\frac {D(y,z)}{D(T,P)}}={\frac {(\partial x)_{z}}{(\partial y)_{z}}},}
где уже использованное ранее обозначение вида {\displaystyle (\partial x)_{y}} означает якобиан от переменных {\displaystyle x,y} к переменным {\displaystyle T,P}:
{\displaystyle (\partial x)_{y}={\frac {D(x,y)}{D(T,P)}}.}
Таким образом, вместо вычисления 336 термодинамических производных достаточно затабулировать выражения для {\displaystyle {\frac {8!}{(8-2)!}}=56} якобианов {\displaystyle (\partial x)_{y},} число которых равно числу пар {\displaystyle x,y} из восьми термодинамических переменных. Поскольку в силу приведённого выше свойства якобианов {\displaystyle (\partial y)_{x}=-(\partial x)_{y},} достаточно выразить лишь 28=56/2 якобианов, а остальные 28 даются изменением порядка переменных с заменой знака. Именно так устроена таблица (B1—B28).
Далее перечисляются все соотношения, позволяющие получить выражения (B1—B28). За исключением элементарных выражений (B1) все остальные якобианы непосредственно выражаются по формуле определителя через термодинамические производные по {\displaystyle T,\,P}: то есть производные {\displaystyle \left({\frac {\partial x}{\partial T}}\right)_{P},\left({\frac {\partial x}{\partial P}}\right)_{T},} где в качестве {\displaystyle x} может фигурировать любая из вышеперечисленных восьми термодинамических величин. Производные от {\displaystyle T,\,P} по {\displaystyle T,\,P} равны единице или нулю, производные от объёма выражаются через изотермическую сжимаемость и коэффициент теплового расширения, включённые в состав определяющих характеристик (считаются известными и не вычисляются). Производная от энтропии по температуре выражается через теплоёмкость при постоянном давлении:
{\displaystyle \left({\frac {\partial S}{\partial T}}\right)_{P}={\frac {C_{P}}{T}}.}
Из выражения {\displaystyle dG=-SdT+VdP} для дифференциала энергии Гиббса  выводятся её производные:
{\displaystyle \left({\frac {\partial G}{\partial T}}\right)_{P}=-S,\qquad \left({\frac {\partial G}{\partial P}}\right)_{T}=V}
и четвёртое соотношение Максвелла, являющееся следствием из равенства смешанных производных энергии Гиббса, {\displaystyle {\frac {\partial }{\partial P}}\left({\frac {\partial G}{\partial T}}\right)_{P}={\frac {\partial }{\partial T}}\left({\frac {\partial G}{\partial P}}\right)_{T},}  выражает производную от энтропии по давлению:
{\displaystyle \left({\frac {\partial S}{\partial P}}\right)_{T}=-\left({\frac {\partial V}{\partial T}}\right)_{P}}
Все остальные термодинамические потенциалы выражаются через энергию Гиббса: {\displaystyle U=G+TS-PV}, {\displaystyle H=G+TS}, {\displaystyle F=G-PV}, и производные от них выражаются с помощью обычных правил дифференцирования через уже полученные термодинамические производные.

## Комментарии
1. ↑  Это число определяется количеством сочетаний из восьми по три[2][3], поскольку для каждой из производных выбирают три переменные: зависимую, независимую и фиксированную:   {\displaystyle {\frac {8!}{(8-3)!}}=336}
2. ↑  В термодинамике при написании частных производных внизу справа указывают переменные, который при вычислении производной считают постоянным. Причина в том, что в термодинамике для одной и той же функции используют различные наборы независимых переменных, которые, во избежание неопределённости, приходится перечислять.
3. ↑  Расплатой за универсальность служит некоторое повышение громоздкости вычислений.